# 3980 Hviezdoslav
3980 Hviezdoslav је астероид главног астероидног појаса са средњом удаљеношћу од Сунца која износи 3,134 астрономских јединица (АЈ).
Апсолутна магнитуда астероида је 12,7.